# Davide Veroli
Davide Veroli, né le 29 janvier 2003 à Ancône en Italie, est un footballeur italien, qui évolue au poste d'arrière gauche à l'US Catanzaro, en prêt du Cagliari Calcio.

## Biographie

### En club
Né à Ancône en Italie, Davide Veroli est formé par le Delfino Pescara 1936, où il est positionné en tant que défenseur central. C'est avec ce club qu'il fait ses débuts en professionnel, le 19 août 2021, face à l'Olbia Calcio 1905. Il entre en jeu et son équipe s'impose par deux buts à zéro.
Le 1er septembre 2022, Davide Veroli rejoint le Cagliari Calcio, où il est dans un premier temps intégré à la Primavera.
Le 30 juin 2023, Davide Veroli est prêté pour une saison à l'US Catanzaro, club évoluant alors en Serie B.
Veroli joue son premier match pour l'US Catanzaro le 11 août 2023, lors d'une rencontre de coupe d'Italie face à l'Udinese Calcio. Il est titularisé au poste de défenseur central et son équipe est battue par quatre buts à un. Il s'impose ensuite comme un joueur régulier de l'équipe première, où il est utilisé à un poste d'arrière gauche par son entraîneur Vincenzo Vivarini (en).

### En sélection
En mai 2024, il est convoqué avec l'équipe d'Italie espoirs pour disputer le Tournoi Maurice Revello et fête sa première sélection le 6 juin 2024, en étant titularisé face à l'Ukraine (victoire 4-0 des Ukrainiens).